# Carmilla
Carmilla é uma novela de ficção gótica do escritor irlandês Joseph Sheridan Le Fanu. É narrada por Laura, uma jovem estiriana que conta os dias passados na companhia da misteriosa Carmilla e os eventos estranhos que ocorreram na região após a chegada desta. Um clássico da literatura britânica, Carmilla apresenta a primeira vampira feminina da literatura, criou o tropo de vampira lésbica, inspirou diretamente Dracula (1897) e marcou a literatura gótica. A novela foi adaptada inúmeras vezes para o cinema, o teatro e outras mídias.

## Publicação
Carmilla é um conto curto, lançado em capítulos na revista Dark Blue entre 1871 e 1872 e incorporada na coleção de Le Fanu In a Glass Darkly, publicada em 1872. In a Glass Darkly consiste em uma série de casos misteriosos estudados supostamente por um especialista alemão em ocultismo, Dr. Martin Hesselius.
Havia dois ilustradores para a história, cujo trabalho apareceu na revista, mas não foi usado nas edições modernas do livro. Os dois ilustradores, David Henry Friston e Michael Fitzgerald, mostram algumas inconsistências em sua descrição dos personagens, e como resultado, houve algumas confusões em relacionar as imagens ao longo do desenvolvimento da história.

## Enredo
Os acontecimentos são narrados por Laura, que ainda pequena perdeu a mãe, e vive com seu pai, um inglês que serviu no Exercito Austríaco, num castelo na Estíria, (Império Austro-Húngaro) acompanhada de duas governantas - Madame Perrodon e Mademoiselle De Lafontaine -, que são as pessoas mais próximas dela. Laura vive isolada na pitoresca região do castelo, sem muito contato com a cidade grande. No início da história, Laura narra um acontecimento estranho que ocorreu quando ela tinha entre seis a sete anos de idade: depois de acordar no meio da noite, e chorar por sua mãe não estar no quarto, Laura vê aos pés de sua cama uma jovem muito bonita; A jovem se arrasta a para cama de Laura, a coloca entre seus braços e a consola, fazendo-a parar de chorar. Laura adormece nos braços da visitante, mas desperta ao sentir que seu peito é mordido; depois que Laura grita assustada, a jovem desaparece; os serventes que entram no quarto, mas não encontram rastro da visitante e nem marcas no peito de Laura. Suas governantas, embora assustadas com o relato de Laura, dizem-lhe que foi tudo um sonho, mas Laura não está convencida e cresce assustada, sempre se lembrando da jovem que a visitou e deitou ao seu lado.
Quando Laura tem 19 anos, ela está esperando ansiosamente a visita do velho amigo do seu pai, General Spielsdorf, pois ele deve trazer consigo sua sobrinha, Bertha Rheinfeldt, e Laura, que vive solitária, espera que ela e Bertha se tornem amigas. Porém, seu pai recebe uma carta de Spielsdorf afirmando que sua sobrinha morreu. Ele diz na carta que um "monstro", traiu sua "cega hospitalidade", sendo culpado pela morte.  O barão afirma também que irá dedicar seus dias à caça ao monstro, e que, depois de dois meses, irá visitar o pai de Laura. Ambos, pai e filha, ficam chocados com a carta do general, e Laura fica particularmente frustrada por ter perdido uma amiga em potencial.

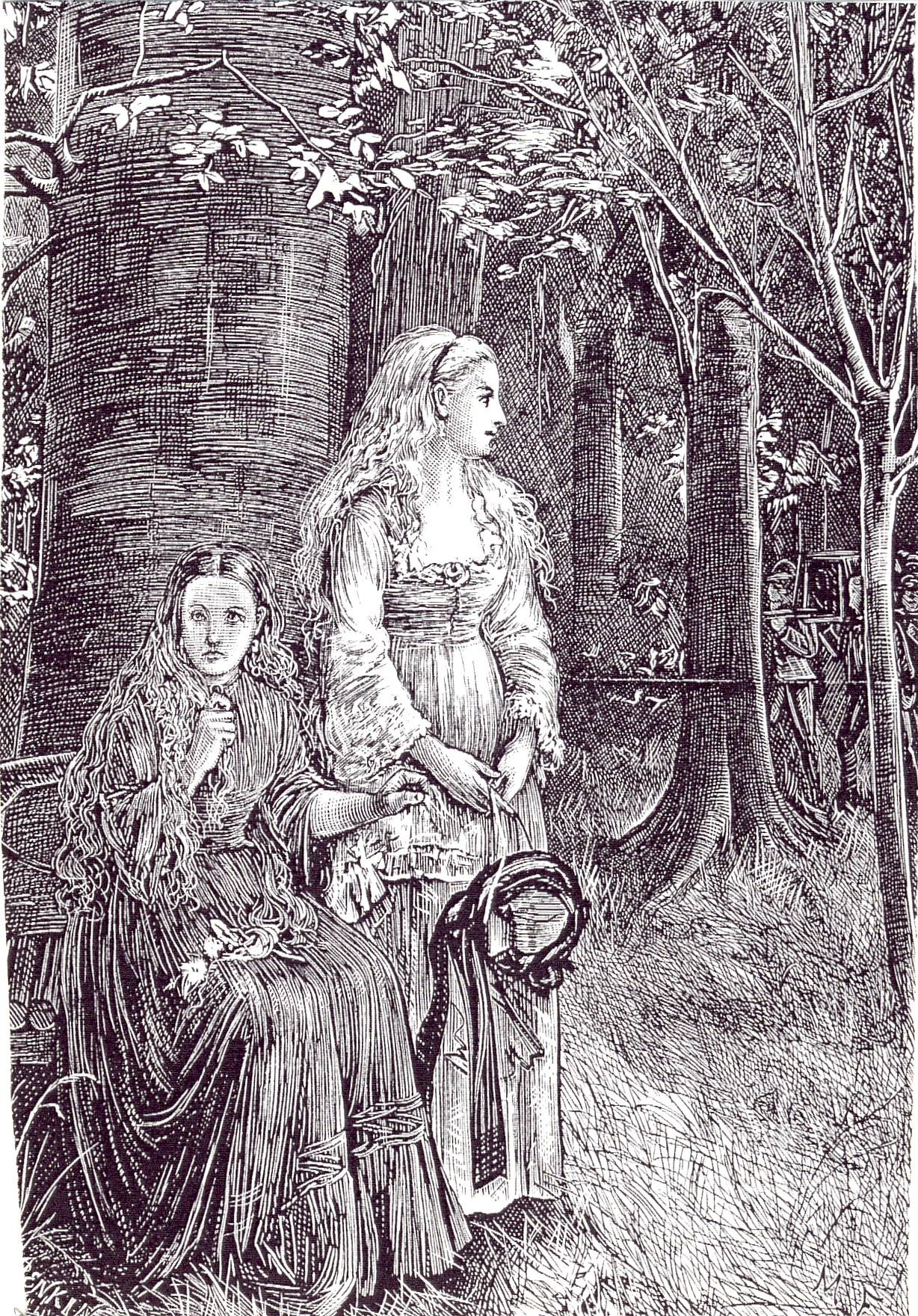
Funeral, Ilustração de Michael Fitzgerald para Carmilla em The Dark Blue (Janeiro de 1872)

Na noite de lua cheia do mesmo dia que a carta chegou,  ocorre um acidente com uma carruagem,  num lugar próximo ao castelo. Da carruagem sai uma senhora vestida de veludo preto, que está preocupada com a saúde da sua filha que desmaiou em meio ao acidente. Depois do pai de Laura ajudá-las, a senhora relata que está fazendo uma viagem importante e sua filha, de saúde frágil, não aguentaria prosseguir, e pergunta ao pai de Laura onde encontrar uma pousada para deixá-la. Laura, vendo a oportunidade de ganhar uma companhia, pede ao seu pai que deixe a filha da senhora permanecer  no castelo para recuperar-se do acidente. Assim, o pai de Laura e a senhora fazem um acordo em que a jovem vai ficar no castelo durante três meses, sendo que terminado este prazo a senhora irá buscá-la,. Esta mulher insiste em dizer que, a permanência no castelo, sua filha não deve ser perturbada com perguntas sobre sua origem e/ou família. Quando a jovem é hospedada no castelo, Laura vai lhe dar as boas-vindas e imediatamente reconhece a recém-chegada como sendo a misteriosa visitante da sua infância. As duas acabem por se reconhecer: a jovem narra que sonhou com Laura há doze anos e Laura também afirma que sonhou com a jovem. Ambas veem isso como sinal de que estavam predestinadas a se encontrar e serem amigas íntimas.
O nome da jovem é Carmilla, que é retratada como extremamente bela, encantadora e lânguida. Laura rapidamente se afeiçoa a ela. Carmilla é cheia de hábitos estranhos: não acorda antes do meio-dia, dorme com as portas e janelas trancadas, quase nunca se alimenta e tem acessos de raiva quando ouve um hino fúnebre ou se julga ofendida por um vendedor. Carmilla também é bastante misteriosa, mantendo tudo sobre seu passado e família em segredo, o que magoa Laura, que vê isso como sinal de que Carmilla não confia nela. Porém, esta insiste que ama Laura, e durante a convivência das duas, Carmilla constantemente se declara para Laura, enchendo-a de beijos, o que constrange a outra garota, que não entende esses momentos apaixonados de Carmilla - eles a deixam confusa. Embora Laura admita que gosta de estar nos braços de Carmilla, sente que quando isso ocorre suas forças são sugadas, o que lhe causa um sentimento de repugnância à  paixão da estranha hóspede
Na mesma época, mortes súbitas de mulheres ocorrem na região do castelo. A mulher do pastor, a filha do guarda-florestal e outras mulheres, depois de terem alucinações, febres e aparente perda de sangue, morrem em intervalos de três dias, deixando os camponeses assustados, e o pai de Laura suspeita que seja caso de epidemia de febre amarela, embora o médico acredite que as mortes sejam causadas por uma entidade maligna.
Quando a lua cheia volta, um mês depois da chegada de Carmilla, o pai de Laura recebe o filho do restaurador de quadros em sua casa, que veio trazer os quadros encomendados da família restaurados, e Laura percebe que uma senhorita desses quadros, tem exatamente a mesma aparência física que Carmilla. A mulher em questão é a condessa Mircalla Karnstein, uma antepassada de Laura, retratada numa pintura datada de 1698. Laura fica encantada com a semelhança, e pede ao pai para que o quadro seja pendurado em seu quarto. 
Nesta noite, Laura acorda de madrugada sem conseguir se mover, e vê no seu quarto um enorme gato preto, que pula em cima dela e morde um dos seus seios; Laura grita e desmaia. Ela acorda depois, já conseguindo se mover, e nota uma mulher vestida de preto perto da sua cama. Quando Laura pega a vela, a mulher atravessa a porta do quadro de Laura, a deixando assustada. Nas próximas semanas, Laura dorme tranquilamente, porém, sempre tem pesadelos e vê o gato preto; Ela passa a acordar cada vez mais cansada, sem forças, e uma estranha melancolia apodera de si. Numa dessas noites, ela vê Carmilla ensaguentada aos pés de sua cama. Ela acorda sobressaltada e corre ao quarto de Carmilla, acreditando que ela está em perigo. Carmilla não responde, e Laura pede para os serventes abrirem a porta. Quando abrem, Carmilla não está no quarto, desapareceu. Depois de horas procurando Carmilla, esta reaparece no seu quarto, sem aparentar lembrar onde estava a noite, fazendo o pai de Laura a toma-la como sonâmbula.

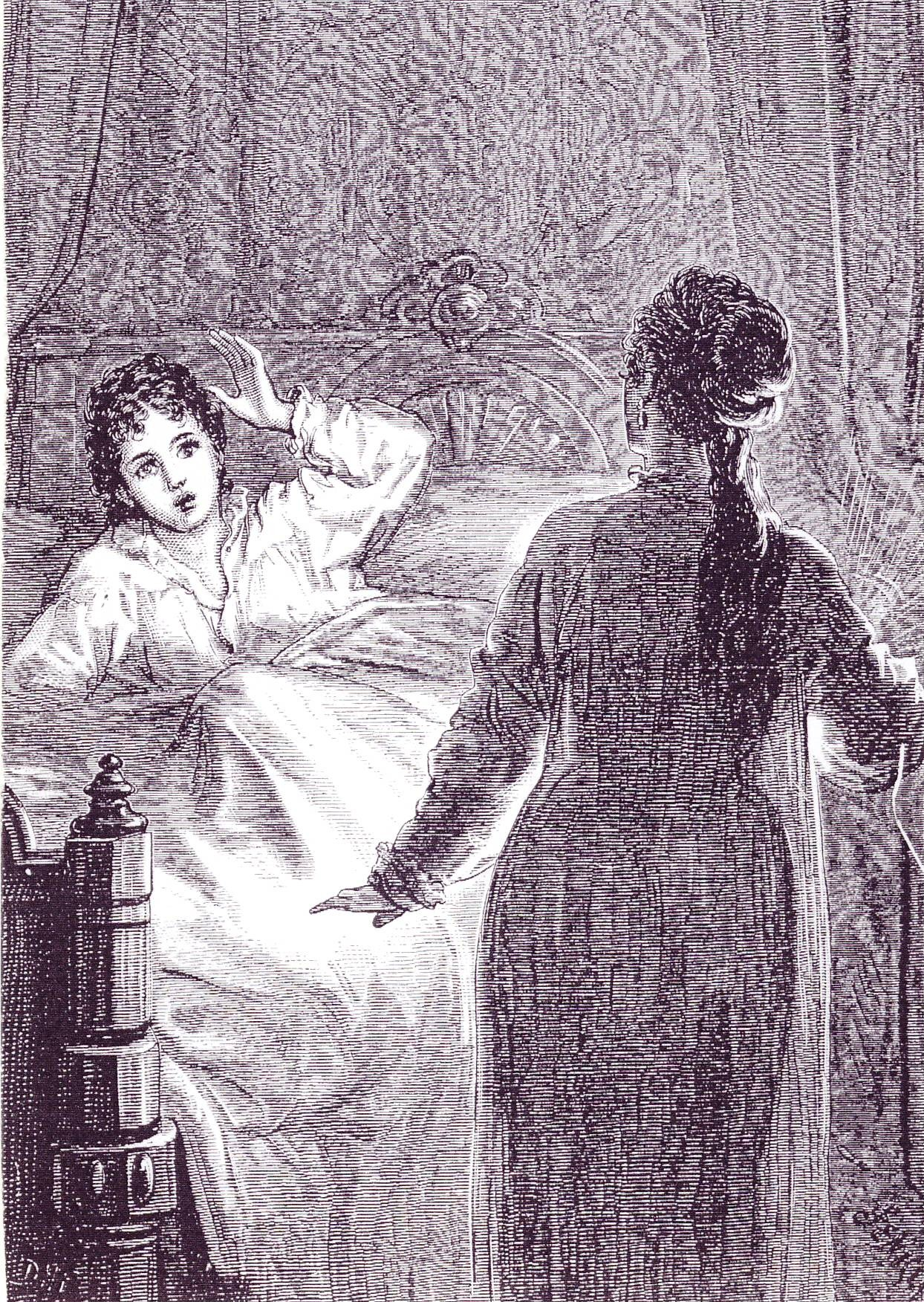
Laura in bed, Ilustração de David Henry Friston para Carmilla, no The Dark Blue (Fevereiro de 1872)

Laura fica cada vez mais doente, e o pai manda um médico examiná-la. Ele fala reservadamente com seu pai e apenas pede que Laura nunca seja deixada sozinha. Seu pai então parte com Laura em uma carruagem para a aldeia em ruínas dos Karnstein. Eles deixam uma mensagem pedindo que uma das governantas levassem Carmilla para Karnstein depois que está acordasse. A caminho de Karnstein, Laura e seu pai encontram Geral Spielsdorf, que conta-lhes sua sinistra história.
Spielsdorf e sua sobrinha tinham conhecido uma jovem chamada Millarca e sua mãe enigmática em um baile de máscaras. A sobrinha do general ficou imediatamente encantada com Millarca. A mãe dela convence o General que ela é uma velha amiga dele, e Bertha pede que Millarca fique com eles durante três semanas, enquanto sua mãe resolve um assunto secreto de grande importância.
A sobrinha do general ficou misteriosamente doente e sofreu dos mesmos sintomas de Laura. Após a consulta com um médico sacerdotal, o general chegou à conclusão de que sua sobrinha estava sendo visitada por um vampiro. Ele se escondeu em um armário com uma espada e esperou até ver um diabólico gato preto em torno do quarto de sua sobrinha e indo mordê-la no pescoço. Ele então pulou de seu esconderijo e atacou o animal, que tomou a forma de Millarca. Ela fugiu atravessando a porta trancada, ilesa. A sobrinha do general morreu logo em seguida.
Quando eles chegam a Karnstein, o General pede um lenhador das proximidades, onde ele pode encontrar o túmulo de Mircalla Karnstein. O lenhador relata que o túmulo foi transferido há muito tempo pelo herói que derrotou os vampiros que assombravam a região.
Enquanto o general e Laura são deixados sozinhos na capela em ruínas, aparece Carmilla. O general tem um ataque de fúria ao ver Carmilla. Carmilla foge e o general explica a Laura que Carmilla também é Millarca, ambos anagramas para o nome original da vampira: Condessa Mircalla Karnstein.
Logo depois, juntam-se a eles o Barão Vordenburg, o descendente do herói que livra a área de vampiros há muito tempo. Vordenburg é uma autoridade em matéria de vampiros e descobriu que seu pai estava envolvido romanticamente com a Condessa Karnstein antes de morrer e se tornou um dos mortos-vivos. Usando as notas de seu antepassado, ele localiza o túmulo escondido de Carmilla. Uma comissão imperial é então convocada, que exuma e destrói o corpo da vampira, em nome do governante Monarca de Habsburgo, cujo domínios a Estíria estava situada.
Em seguida, o pai de Laura a leva a um longo ano de férias para se recuperar do trauma e estabilizar sua saúde.

## Influências
Carmilla é uma das grandes histórias de vampiros da literatura, sendo considerado por muitos críticos como o melhor do século XIX no seu tratamento do suspense e erotismo. Carmilla introduz a vampira feminina, bela, sedutora na literatura gótica que se tornaria padrão para outras vampiras do gênero. A história de Le Fanu se passa na Estíria. Locais como este da Europa central, se tornariam comuns nas histórias de vampiro.  
A vampira Carmilla também é um protótipo para uma legião de vampiras lésbicas. A história sugere fortemente uma atração sexual de caráter lésbico entre a personagem-título e suas vítimas feminina. Embora Le Fanu trate a relação homossexual com a prudência que é de se esperar para o seu tempo, é evidente que a atração lésbica e a principal dinâmica entre Carmilla e Laura: 
Quando comparada com outros vampiros literários do século XIX, Carmilla é um produto similar de uma cultura com estritos costumes sexuais e medo religioso tangível. Enquanto Carmilla escolheu vítimas exclusivamente femininas, ela só se torna emocionalmente envolvida com alguns. Carmilla tinha hábitos noturnos, mas não se limitava à escuridão. Ela tinha beleza sobrenatural, e foi capaz de mudar sua forma e passar através de paredes. Seu animal alter ego era um gato preto monstruoso, não um cão de grande porte como em Drácula. Ela, no entanto, dorme em um caixão. Carmilla funciona como uma história de horror gótico, porque suas vítimas são retratadas como sucumbir a uma tentação perversa e profana que tem graves consequências metafísicas para elas.

### Drácula
Bram Stoker leu Carmilla e sua influência, entre outros aspectos, é evidente na caracterização das vampiras que atacam Jonathan Harker no início de Drácula (1897).
No manuscrito mais antigo de Drácula, de 8 de Março 1890, o castelo está situado na Estíria, depois a localização foi alterada para a Transilvânia seis dias depois. O conto de Bram Stoker "Dracula's Guest", conhecido como o primeiro capítulo suprimido de Drácula, mostra uma influência mais óbvia e intacta para "Carmilla": Ambas as histórias são contadas na primeira pessoa. Drácula expande a ideia de uma primeira pessoa com a narração de uma série de cartas pessoais diferentes, para criar uma história de fundo plausível. Stoker também recria o ar de mistério da obra de Le Fanu, permitindo que os personagens resolver o enigma do vampiro juntamente com o leitor.
As descrições de Lucy em Drácula são semelhantes a de Carmilla, e elas se tornaram arquétipos de vampiras enganadoras que atraem suas vítimas, sendo descritas com bochechas rosadas, esbeltas, lânguidas, e com olhos grandes, lábios carnudos e vozes suaves. Ambas as mulheres também são sonâmbulas. A influência de Carmilla também pode ser vista no nomes dos personagens: "Karnstein" se tornou "Carfax", "Reinfeldt" se tornou "Renfield".
O Dr. Abraham Van Helsing de Stoker, é um paralelo direto com o caçador de vampiro de Le Fanu, Baron Vordenburg: ambos os personagens são utilizados para investigar e catalisar as ações do vampiro, e simbolicamente representam o conhecimento do desconhecido e da estabilidade da mente no ataque do caos e da morte.

## Na cultura popular

Ingrid Pitt interpretou Carmilla/Mircalla em The Vampire Lovers

### Filmes e televisão
- O Vampiro (Vampyr), do dinamarquês Carl Theodor Dreyer (1931) foi a primeira adaptação da novela ao cinema, mas exclui qualquer referência de sexualidade lésbica.[10]
- O frânces Roger Vadim em 1961 fez Et mourir de plaisir baseado em Carmilla, e é considerado um dos grandes filmes do gênero vampírico. O filme de Vadim  explora completamente as implicações lésbicas por trás da seleção das vítimas de Carmilla,com sombria fotografia de Claude Renoir. O erotismo lésbico do filme foi reduzido significativamente para seu lançamento nos EUA. Mel Ferrer protagoniza o filme.
- A adaptação mais ou menos fiel, estrelada por Christopher Lee foi produzida na Itália, em 1964, sob o título La cripta e l'incubo (Cripta do Vampiro, em português). A personagem de Laura é interpretada por Adriana Ambesi, que teme ser possuída pelo espírito de sua ancestral morta.
- A Hammer Film Productions, produziu uma versão bastante fiel em 1970, intitulada The Vampire Lovers, com Ingrid Pitt no papel principal, Madeline Smith como sua vítima/amante e Peter Cushing. É a primeira parte da trilogia Karnstein. No Brasil, chamou-se Carmilla, a vampira de Karnstein - primeira (e melhor) parte de uma trilogia de fidelidade variável em relação ao conto.
- La Novia Ensangrentada é um filme de horror espanhol de 1972, escrito e dirigido por Vicente Aranda, baseado no livro. O filme alcançou um estatuto de cult por sua mistura de horror, vampirismo e sedução com conotação lésbicas.
- Carmilla[11] é um filme britânico de terror romântico de 2019 escrito e dirigido por Emily Harris. É estrelado por Jessica Raine, Hannah Rae, Devrim Lingnau[12]. Situado no século XIX, o roteiro é inspirado na novela homônima de Sheridan Le Fanu, de 1871.
- Carmilla (1980) é uma adaptação para a TV em preto-e-branco da Polônia, estrelado pela cantora Izabela Trojanowska no papel-título, e Monika Stefanowicz como Laura.
- State of Decay (1980), quarta temporada de Doctor Who, apresenta uma vampira chamada Camilla; ela em um breve, mas explícito momento, fica admirando uma companheira de viagem do doutor, Romana, que tenta desviar do olhar intenso da vampira.
- Em 1989, Gabrielle Beaumont adaptou Carmilla como um episódio da série de televisão americana, Nightmare Classics, com Meg Tilly como a vampira.
- No filme diretamente em vídeo de 2005, The Batman vs. Dracula, Carmilla Karnstein é mencionada como noiva do Conde Drácula, que havia sido incinerada pela luz solar anos antes. Drácula esperava reanimá-la sacrificando a alma de Vicki Vale, mas o ritual foi parado pelo Batman.
- Carmilla é a principal antagonista no filme de 2009, Lesbian Vampire Killers, uma comédia estrelada por Paul McGann e James Corden, com Silvia Colloca como Carmilla.
- The Unwanted (2013) do roteirista/diretor Brent Wood, muda a história para o contemporâneo sul dos Estados Unidos.
- The Curse of Styria (2014) é uma adaptação situada nos anos de 1980, com Julia Pietrucha como Carmilla e Eleanor Tomlinson como Lara.

### Rádio
- O personagem do Dr. Hesselius é destaque em um drama de rádio americano intitulado "The Shadow People", um episódio da série The Hall of Fantasy (1946-1947, 1949-1952, 1952, 1953). O episódio lança Dr. Hesselius como um detetive ocultista e foi ao ar em 05 setembro de 1952.
- Em 20 de novembro de 1981, a  série Nightfall da CBC Radio, exibiu uma adaptação de Carmilla escrita por Graham Pomeroy e John Douglas.

### Teatro
- Carmilla ganhou uma versão em ópera de câmara, de 1970, intitulada Carmilla: A Vampire Tale, com música de Ben Johnston, e libreto de Wilford Leach. Sentadas em um sofá, Laura e Carmilla recontam a história em canção.
- A peça Illness or Modern Women (1984) de Elfriede Jelinek, usa Carmilla como o nome de uma das suas protagonistas, que se torna uma vampira. Na peça, uma mulher, Emily, transforma uma outra mulher, Carmilla, em uma vampira, e amboas se tornam lésbicas e se juntam para beber sangue de crianças.
- Uma adaptação em alemão de Carmilla foi feita por Friedhelm Schneidewind, para o Studio-Theatre Saarbruecken, e excursionou na Alemanha e outros países europeus, incluindo a Romênia a partir de abril de 1994, até 2000.[13]
- O Teatro Wildclaw em Chicago, realizou uma adaptação de Carmilla feita por Aly Renee Amidei, entre janeiro a fevereiro de 2011.[14]
- O Underground Theater Group de Zombie Joe, em North Hollywood, realizou uma adaptação de Carmilla de uma hora, feita por David MacDowell Blue entre fevereiro a março de 2014.[15]

### Música
- Cradle of Filth, uma banda britânica popular de metal, produziu um álbum chamado Dusk... and Her Embrace, em grande parte inspirado por Carmilla e os escritos de Le Fanu em geral, e também gravou uma faixa instrumental intitulada "Carmilla's Masque". A letra "Portrait of the Dead Countess" (Retrato da condessa morta) na faixa "A Gothic Romance (Red Roses for the Devil's Whore)", poderia ser uma referência ao retrato da condessa Mircalla presente na novela. Há também uma faixa no EP, V Empire or Dark Faerytales in Phallustein intitulada "Queen of Winter, Throned", que contém as letras: "iníqua/Eu compartilho da máscara de Carmilla/O magro nocivo espreita/No lado negro do vidro". O vocalista Dani Filth tem frequentemente citado Sheridan Le Fanu como inspiração para suas letras.
- Theatres des Vampires, uma banda italina de gothic metal, produziu um single vídeo chamado "Carmilla" para seu álbum  Moonlight Waltz. Eles também fazem referência a novela em inúmeras outras canções.
- Alessandro Nunziati, mais conhecido como Lord Vampyr, ex-integrante do Theatres des Vampires, tem uma canção chamada "Carmilla Whispers from the Grave" em seu primeiro álbum solo, De Vampyrica Philosophia (2005).
- LaHost, banda dos anos 80, na compilação Fire in Harmony, tem uma canção chamada "Blood and Roses" - as letras são vagamente baseada na versão do Roger Vadim de Carmilla .
- Leaves' Eyes, banda alemã de symphonic metal, a canção título do seu álbum Symphonies of the Night foi inspirada em Carmilla.

### Livros
- Uma vampira chamada Baron Karnstein aparece em Anno Dracula de Kim Newman. Carmilla em si mesma, é mencionada várias vezes como uma velha (até sua morte nas mãos de caçadores de vampiros) amiga da vampira heroína do livro, Geneviève. Alguns contos ambientados no universo Anno Dracula também incluíram Carmilla.
- A personagem Camille da série Os Instrumentos Mortais de Cassandra Clare, pode ser baseada em Carmilla, dada a semelhança entre os seus nomes e descrições.
- Na série de romances japonesa, High School DxD, a escola dos vampiros é descrita como tendo uma sociedade dividida entre duas facções principais: O Tepes e a Carmilla. A facção Carmilla favorece uma sociedade matriarcal para o mundo dos vampiros, enquanto os Tepes preferem um governo patriarcal.
- Anne Rice citou Carmilla como uma inspiração para as Crônicas Vampirescas; uma série aclamada de vampiros, que ela escreveu entre 1976-2003.
- A novela Carmilla: The Wolves of Styria, é uma re-imaginação da história original. É um re-trabalho creditado como sendo de autoria de Le Fanu e David Brian.
- Carmilla: A Dark Fugue é um curto livro de David Brian. Embora a história é centrada principalmente em torno das façanhas do General Spielsdorf, ela se relaciona diretamente com os eventos que ocorrem no âmbito de Carmilla: The Wolves of Styria.
- Carmilla: The Return de Kyle Marffin é a sequela de Carmilla.
- Carmilla, ilustrações de Isabella Mazzanti, Editions Soleil, 2014 (França)
- O polemico romance Covil Das Lobas publicado em 2021 que a partir do momento em que chegam na cidade de Meer contêm diversas referências e é fortemente influenciado pelo Carmilla.[16] como as duas personagens de um show de ventríloquos assistido no centro da cidade que possuem o nome de Carmilla e Laura.

### Quadrinhos
- Em 1991, Aircel Comics publicou uma minissérie em preto e branco de Carmilla, por Steven Jones e John Ross, em seis edições. Foi baseado na história de Sheridan Le Fanu e anunciado como "O Clássico de Horror Erótico do Vampirismo Feminino". A primeira edição foi impressa em fevereiro de 1991. As três primeiras edições eram uma adaptação da história original, enquanto os três últimos foram uma sequela situada em 1930.[carece de fontes?]
- No primeiro arco da história de Vampirella da Dynamite Entertainment, um vampiro vilão chamado Le Fanu habita no porão de uma casa noturna em Seattle, chamada Carmilla.

### Anime e Mangás
- Em Vampire Hunter D: Bloodlust, Carmilla é um vilã e patrona do vampiro Meier Link. Há muito tempo, o Conde Drácula a matou de desgosto devido à sua sede de sangue anormalmente forte, mas ela sobrevive como um fantasma. Para reviver a si mesma, ela tenta dominar Charlotte (a mulher que Meier Link ama) para permitir que o sangue dela seja sugado para si. Mais tarde, ela é morta novamente em uma briga com o caçador de vampiros conhecida como D.
- Em Glass Mask (episódio 29 do anime e do volume 17 do mangá), Ayumi Himekawa interpreta Carmilla em uma adaptação teatral do romance.
- No mecha anime, Valvrave the Liberator, há temas de vampirismo incluindo a quarta Valvrave sendo apelidada de Carmilla por seu piloto, Saki.[17]
- No anime Aikatsu!, um dos personagens principais, a vampira Yurika Tōdō, afirma que Carmilla é sua mãe.
- Em Black Butler vol. 9, Ciel faz uma referência a Carmilla de Le Fanu, porque eles estão enfrentando um mistério de assassinato e uma das vítimas tem uma marca de mordida no lado do pescoço, mas a teoria foi descartada por Lau.
- No animê/mangá Hataage! Kemonomichi Carmilla Vanstein é uma vampira menor que trabalha como empregada para Hanako.
- No anime original da Netflix Castlevania, Carmilla aparece como personagem principal, e se torna a principal antagonista a partir da terceira temporada.

### Vídeo games
- Em seis jogos de Castlevania: Circle of the Moon, Rondo of Blood, e o PSP Dracula X Chronicles, Simon's Quest, Judgment, e Lords of Shadow; existe uma vampira chamada Carmilla (também chamada de Camilla em Circle of the Moon). Sua influênica em "Lords of Shadow" é bastante clara, sendo responsável por uma criança chamada Laura e reinando em um castelo que é circundado por uma vila, apresentando muitas semelhanças com a protagonista da conto "Carmilla".
- A versão em vídeo game de Harry Potter e o Prisioneiro de Azkaban, contém no chocolate de rã, um cartão de um vampira chamada Lady Carmilla Sanguina, que acreditava que o sangue iria manter sua saúde e sua beleza, por isso ela se banhava no sangue de suas vítimas. O sobrenome Sanguina é derivado do sanguineus latim, que significa "de sangue", "sangrento", ou "sanguinário". Ela é datada ter nascido em 1561 e morrido em 1757, com idades de 196 anos.
- No jogo Fate/Grand Order Carmilla  é uma personagem jogável retratada como uma versão alternativa de Isabel Bathory.
- No jogo Mobile Legend: BANG BANG, Carmilla é uma personagem jogável como suporte.